# Opéra Orchestre national Montpellier
 (juin 2023).
Motif : Parle-t-on de l'association ? De l'orchestre ? Du chœur ? Des salles de spectacle ?
 (octobre 2018).
Opéra Orchestre national Montpellier Occitanie/Pyrénées-Méditerranée, souvent appelé sous la forme courte Opéra Orchestre national Montpellier, est une association loi de 1901, créée en 2001. Cette association est issue de la fusion de deux associations préexistantes : l’association Orchestre national de Montpellier et l’association de gestion des Opéras de Montpellier. Elle « a pour objet la promotion de l’Opéra de Montpellier et de l’Orchestre national de Montpellier par la création, la production, l’organisation, l’exploitation, la gestion, et la formation à Montpellier et sa région, en France et à l’étranger, de toutes activités lyriques, chorégraphiques, symphoniques, phonographiques, radiophoniques, télévisuelles, cinématographiques ou audiovisuelles et toutes autres activités conformes à son objet ».
Son directeur est Valérie Chevalier. 250 permanents y travaillent, répartis entre l'orchestre, le chœur, la technique et l’administration.

## Composantes

### Orchestre
L’Orchestre national Montpellier Languedoc-Roussillon est un orchestre symphonique composé de 94 musiciens. Cet effectif lui permet d’aborder à peu près tout le répertoire pour grand orchestre des XIXe et du XXe siècle sans oublier la musique contemporaine et la musique baroque.

### Chœurs
Le Chœur de l’Opéra national de Montpellier est composé de 8 sopranos, 8 altos, 7 ténors, 8 basses. Il est dirigé par Noëlle Gény depuis 1994.

### Lieux
À Montpellier, l'association exploite deux bâtiments : l’Opéra Comédie avec une grande salle d’une capacité de 1 200 places et la « salle Molière » de 350 places, et le Corum comportant deux salles : l’« opéra Berlioz » de 2 010 places et la « salle Pasteur » de 745 places.
Elle organise aussi, une cinquantaine de fois par saison, des concerts sur le territoire de l'ancienne région Languedoc-Roussillon, entre autres sur les scènes de Nîmes, Perpignan, Narbonne et Carcassonne. Chaque année, elle propose au moins un concert à Paris : Théâtre du Chatelet, Opéra royal de Versailles, Salle Pleyel…

## Historique

### XVIIIesiècle
Montpellier n’a pas de théâtre jusqu’au milieu du XVIIIe siècle. Les spectacles et les opéras sont alors joués dans les demeures des riches notables de la ville. L’Académie de Musique est créée en 1721. En 1745, Louis François Armand de Vignerot du Plessis de Richelieu, Duc de Richelieu, nommé « Premier gentilhomme de la chambre chargé des spectacles », décide de la construction d’un théâtre. Il s’installe à Montpellier en 1752 pour lancer les travaux.
Le 22 décembre 1755, Pyrame et Thisbé, opéra de François Rebel et Francœur, inaugure le premier théâtre dont l’architecture est signée Jacques-Philippe Maréschal. L’édifice comporte une salle de spectacle doublée perpendiculairement d’une salle de concert : c’est une originalité montpelliéraine que l’on retrouve dans l’actuel Opéra-Comédie.
Dans la nuit du 17 au 18 décembre 1785, un incendie détruit le théâtre. Le deuxième théâtre commence à fonctionner à partir de 1788, reconstruit à l’identique après l’incendie du premier. Mais en 1789, un début d’incendie l’endommage à nouveau.
À la Révolution, le théâtre sert à différentes manifestations : pièces de propagande, lieu de réunion pour les « amis de la constitution… »

### XIXesiècle
Durant la saison 1820-1821, le célèbre ténor montpelliérain Adolphe Nourrit y chante, peu avant ses débuts parisiens.
À partir des années 1850, des stars parisiennes se mélangent à la troupe permanente lors des soirées de gala : Rosine Stoltz en 1856-1857, Marie Sarre en 1878, Célestine Galli-Marié (créatrice du rôle de Carmen en 1875) en 1880.
En 1880, le théâtre est au cœur de la vie sociale montpelliéraine. On y joue essentiellement des opéras italiens (Verdi) et français (Meyerbeer), les musiciens germaniques étant exclus du répertoire à la suite de la défaite française de Sedan face à l’Allemagne (1870).
Dans la nuit du 6 au 7 avril 1881, un incendie détruit complètement le bâtiment. Un théâtre provisoire (réalisé en bois et en 59 jours) est construit sur le Champ de Mars, devenu depuis lors l’Esplanade. Un concours est lancé pour la construction du nouveau bâtiment. Le premier prix est attribué au projet de Joseph-Marie Cassien-Bernard, jeune architecte formé auprès de Charles Garnier dont l’influence est perceptible dans les nombreux espaces de sociabilité et dans la l’organisation « à l’italienne » du théâtre de 1200 places.
La première pierre du nouvel opéra (actuel Opéra Comédie) est solennellement posée le 14 juillet 1884. Il est inauguré en grande pompe par une représentation des Huguenots de Meyerbeer le 1er octobre 1888.
Un cahier des charges très élaboré stipule les devoirs de chacun et règle la vie lyrique. Dès 1899, les femmes doivent laisser leur chapeau au vestiaire pour ne pas gêner la visibilité des autres spectateurs. Les commissaires de police interviennent fréquemment pour faire évacuer les lieux à la suite d’incidents en tous genres (fauteuils brisés, bagarres et strapontins arrachés). La salle sert par ailleurs à des manifestations aussi variées que l’opéra, les conférences, les œuvres de charité, mais aussi les combats de boxe ou les spectacles de magie.
Malgré la prédominance de l’opéra français et italien, le répertoire wagnérien apparaît dès 1892 avec Lohengrin et Tannhäuser en 1896. Jules Massenet assiste, en 1897, à la première montpelliéraine de Thaïs. En 1900, Camille Saint-Saëns dirige la première de sa Déjanire.

### XXesiècle
En 1915, le Théâtre continue de fonctionner malgré la guerre, mais le nombre des représentations diminue de moitié. Après l’armistice de 1918, les opérettes représentent 90 % des ouvrages nouveaux.
En 1945, La Gazette Théâtrale évoque « la décadence du théâtre », décadence qui ne fera que s’accentuer ensuite.
En 1979, le nouveau maire Georges Frêche désireux de développer l’activité économique de la ville, choisit pour attirer les entreprises de se doter d’institutions culturelles hors du commun et crée tour à tour l’Orchestre philharmonique de Montpellier (1979), le Festival Montpellier Danse (1981) sous la direction de Philippe Delabarre, le Festival de Radio France et Montpellier (1985). Soutenu par la Ville de Montpellier puis par le Conseil Régional et le Conseil Général de l’Hérault, l’orchestre fait rapidement preuve de sa nécessaire existence. Sous l’égide de son fondateur, Louis Bertholon, les quarante musiciens offrent aux Montpelliérains et aux habitants des agglomérations de la région la possibilité d’entendre Mozart ou Haydn.
Destiné à interpréter l’ensemble du répertoire symphonique (du XVIIIe au XXe siècle), l’orchestre s’agrandit rapidement, passant de quarante à soixante-quinze à la fin des années 1980 puis à quatre-vingt-quatorze musiciens titulaires actuellement[Quand ?].
Signe d’une reconnaissance de l’État, l’ensemble devient Orchestre de Région en 1985, au moment de l’arrivée du chef d’orchestre Cyril Diederich. Deux ans auparavant, le chœur professionnel a été fondé.
En 1985 l’Opéra de Montpellier redevient un centre de création et de production lyrique avec une saison complète. La même année l’Orchestre passe du statut de régie municipale à celui d’association loi de 1901.
En 1988, on fête le Centenaire de l’Opéra Comédie avec une représentation des Huguenots, enregistrée par Erato. La ville de Montpellier et l’Opéra de Montpellier proposent la création d’une Organisation Européenne des Théâtres Lyriques (O.E.T.L.). L’Opéra de Montpellier entre dans la Réunion des Théâtres Lyriques de France.
En 1990, la Ville de Montpellier inaugure l’Opéra Berlioz au Corum (architecte : Claude Vasconi), une grande salle de 2000 places face à une vaste scène de 20 m d’ouverture.
En 1999, l’Orchestre de Montpellier devient Orchestre national de Montpellier.

### XXIesiècle
En 2001, l’association de gestion des Opéras de Montpellier et l’Orchestre national Montpellier fusionnent. Cette nouvelle structure prend l’appellation « Association de l’Opéra National et de l’Orchestre National Montpellier » (abrégé « Opéra national ») et obtient le statut d'opéra national en région en 2002.
La saison 2010-2011 a eu lieu entièrement au Corum, l’Opéra Comédie étant fermé pour cause de travaux de rénovation jusqu’en mai 2012. L'Opéra-Comédie était fermé du 1er août 2010, pour des travaux de rénovation concernant l’espace scénique et la mise en conformité des lieux, jusqu'à juin 2012.
En 2015, le chef danois Michael Schønwandt est nommé chef principal de l'Opéra Orchestre.
En janvier 2024, le commissaire aux comptes lance une procédure d'alerte visant l'Opéra,.

## Activités, missions

### Concerts, opéras
L’Opéra et Orchestre National de Montpellier propose une programmation annuelle extrêmement variée. Il est possible d’y écouter des opéras mais aussi des concerts symphoniques, des concerts de musique de chambre, de musique contemporaine (Figures du Siècle) ou encore baroque.

### Concerts en région
L’Orchestre propose, chaque saison, une cinquantaine de concerts en région et se produit régulièrement à Sète, Nîmes, Bagnols-sur-Cèze, Anduze, Castelnaudary, Narbonne, Carcassonne, Perpignan, Céret, Mende, Florac, Marvejols…

### Actions de sensibilisation et activités pédagogiques
Afin d’aller à la rencontre des publics qui n’ont pas accès à la musique classique, l’Opéra Orchestre national Montpellier Languedoc-Roussillon programme des concerts dans les prisons, les Maisons pour Tous, les Médiathèques…
En partenariat avec la Ville de Montpellier, de nombreux concerts et opéras sont diffusés en direct ou en léger différé dans les chambres des Hôpitaux et dans les Maisons de Retraite via le réseau Pégase.
De nombreuses activités pédagogiques sont menées chaque saison; menant les musiciens dans les écoles maternelles (quelque 160 animations chaque année); accueillant des milliers d’élèves de primaires aux concerts éducatifs; proposant à des centaines de collégiens et de lycéens d’assister aux répétitions de concerts ou d’opéra, programmant des concerts au sein même des universités. L'Opéra et Orchestre national de Montpellier est membre de RESEO (Réseau européen pour la sensibilisation à l'opéra et à la danse).

## Directions

### Direction
- 1979-1981 : Philippe Delabarre : Directeur Général de l’Opéra
- 1979-2008 : Renée Panabière : Administrateur de l’Opéra
- 1985-2001 : Henri Maier : Directeur général de l’Opéra
- 1979-1985 : Louis Bertholon : Fondateur et Directeur de l’Orchestre
- 1985-1990 : Cyril Diederich : Directeur de l’Orchestre
- 1990 : René Koering : Directeur général de l’Orchestre.
- 2000-2010 : René Koering : Surintendant de la musique à Montpellier.
- 2000-2008 : Philippe Grison : Directeur délégué de l’Orchestre National.
- 2001-2007 : Christoph Seuferle : Directeur délégué de l’Opéra.
- 2011-2013 : Jean-Paul Scarpitta: Directeur général de l’Opéra Orchestre national.
- . Depuis le 29 décembre 2013 : Valérie Chevalier : Directrice générale de l'Opéra & Orchestre  National de Montpellier.

### Directeur musical / artistique
- 1979-1985 : Louis Bertholon, fondateur de l’Orchestre
- 1985-1990 : Cyril Diederich
- 1992-1993 : Gianfranco Masini
- 1994-2007 : Friedemann Layer
- 2009-2012 : Lawrence Foster
- 2015-2024 : Michael Schønwandt
- 2024 : Roderick Cox[7]

## Moments forts de la vie artistique

### Premières, créations françaises, créations mondiales
- Skies of America symphonie d'Ornette Coleman création française en 1985 par l'Orchestre philharmonique de Montpellier sous la direction de Cyril Diederich

- Noces de sang de Charles Chaynes d'après Federico Garcia Lorca. Création mondiale à l'Opéra-Comédie de Montpellier, le 15 mars 1988 sous la direction de Cyril Diederich

- Roméo et Juliette de Pascal Dusapin, livret de Olivier Cadiot. Créé à l’Opéra-Comédie de Montpellier en juillet 1989.

- Le Château des Carpathes de Philippe Hersant, livret du compositeur d’après l’œuvre de Jules Verne.

Créé à la scène à l’Opéra-Comédie de Montpellier, le 27 octobre 1993.
- Goya de Jean Prodromidès, livret de Jean Cosmos et du compositeur, avec la collaboration de Floria Fournier.

Créé à l’Opéra-Comédie de Montpellier, le 31 mai 1996.
- Go-gol, de Michael Levinas, d’après la nouvelle Le Manteau de Nikolaï Gogol.

Coproduction Opéras de Montpellier- . IRCAM, a été présenté en avant-première, le 21 septembre, dans le cadre du Festival International de Musique d’Aujourd’hui/ Musica 1996, à la Filature de Mulhouse, représentations à Montpellier, en février 1997.
- Affaire étrangère de Valentin Villenave, d’après la bande dessinée Politique étrangère de Lewis Trondheim.

Création mondiale le 1er février 2009.
- C’était Marie Antoinette d’après une idée originale de Jean-Paul Scarpitta, texte original Evelyne Lever.

En première mondiale les 29 et 30 juillet 2009.
- Einstein on the Beach de Robert Wilson et Philip Glass. Chorégraphie : Lucinda Childs.

Première mondiale de la reprise en présence des créateurs en mars 2012.
- Jetzt de Mathis Nitschke

Première mondiale
- Happy Happy de Mathis Nitschke, mis en scene Urs Schönebaum, direction musicale Arno Waschk

Première mondiale

### Chefs invités
Quelques chefs invités qui ont marqué l’orchestre :
- Alain Altinoglu (1er chef invité d’octobre 2007 à juillet 2011)
- James Conlon (avril 2008)
- Michael Schønwandt (juillet 2008 – mars 2012)
- Jerzy Semkow (novembre 2007 - janvier 2009)
- Fabio Biondi (avril 2010)
- Stefan Anton Reck (novembre 2009)
- Michel Plasson (juin 2011)
- Armin Jordan (2003, 2004, 2005,2006)
- Heinz Wallberg (janvier et novembre 2001)
- Marek Janowski (avril 1991)
- Emmanuel Krivine (mai 1985 à juin 2006)
- Yuri Temirkanov (avril 1991)
- Evgueni Svetlanov (avril 2002)
- Ivan Fisher (octobre 1990)
- Riccardo Muti (janvier 2012)

### Metteurs en scène
Liste non exhaustive de metteurs en scène qui ont fréquenté les deux opéras (Comédie et Berlioz) :
- Jérôme Savary (saison 86 /87 : Cabaret ; saison 91/92 : Le Barbier de Séville ; saison 98/99 : La Mascotte ; saison 00/01 : Franklin Le Naour)
- Robert Carsen (saison 93/94 : Le Songe d’une nuit d’été ; saison 95/96 : Orlando)
- Jean-Marie Villegier (saison 86-87 : Atys, reprise à la saison 88/89 et 91/92 ; saison 89-90 : Le Malade imaginaire ; saison 93/94 : La Fée Urgèle ; saison 96/97 : Hippolyte et Aricie)
- Herbert Wernicke (saison 98/99 : La Calisto)
- Willy Decker (saison 98/99: Giulio Cesare in Egitto)
- Daniel Mesguich (saison 96/97: Go-Gol, Wozzeck ; saison 99/00 Le Fou)
- Ursel et Karl-Ernst Herrman (saison 02/03 : Medea)
- Peter Mussbach (saison 02/03 : Perelà, l’homme de fumée)
- Laurent Pelly (saison 04-05 : La Périchole)
- Jean-Paul Scarpitta: (saison 01/02 : Háry János ; saison 05/06 : Carmen, Jeanne d’Arc au bûcher ; saison 06/07 : Don Giovanni; saison 08/09 : Didon et Enée, Sancta Susana / Le Château de Barbe Bleue, C’était Marie-Antoinette ; saison 09-10 : La Flûte enchantée, La Traviata ; saison 10/11 : Manon Lescaut ; saison 11/12 : Le nozze di Figaro)

### Concours, Victoires de la musique classique
- La 17e édition des Victoires de la musique classique s’est déroulée à l’Opéra Berlioz-le Corum à Montpellier le 8 février 2010 . Elle a été diffusée en direct simultanément sur France 3 et sur France Inter.
- La seconde édition du concours Evgeny Svetlanov s’est déroulée à Montpellier du 10 au 13 mai 2010 . Le premier prix a été attribué au letton Andris Poga (en).

## Enregistrements
Des dizaines d’opéras et concerts ont donné lieu à des éditions discographiques chez Actes Sud, Universal, Deutsche Grammophon… :
- DVD - Deutsche Grammophon – Universal enregistré lors du Festival de Radio France et Montpellier Languedoc-Roussillon

Franco Alfano, Cyrano de Bergerac, opéra en 5 actes, livret de Henri Cain
- Disque Naïve - Opéra - Orphée du meilleur enregistrement de musique lyrique du XXe siècle (Académie du disque lyrique)

Pascal Dusapin, Perelà, Uomo di fumo, opéra en 10 chapitres, livret de Pascal Dusapin adapté de l’œuvre d’Aldo Palazzeschi Il codice di Perelà
- Collection Accord – Euterp DVD - Festival de Radio France et Montpellier Languedoc-Roussillon 2006

Arthur Honegger, "Jeanne d’Arc au bûcher", opéra en 11 scènes, livret de Paul Claudel
- Collection Euterp. Accord - Universal - Festival de Radio France et Montpellier Languedoc-Roussillon

Engelbert Humperdinck, "Königskinder", opéra en 3 actes, livret du compositeur d’après Ernst Rosmer
- Collection Euterp.Accord-Universal

Jacques Offenbach, "Les Fées du Rhin" (Die Rheinnixen), opéra romantique en 4 actes (1864), livret de Nuitter (Charles Louis Étienne Truinet) et Jacques Offenbach
Version allemande d’Alfred Von Wolzogen
- Collection Actes Sud - Festival de Radio France et Montpellier Languedoc- Roussillon

Richard Strauss, "Elektra", tragédie en 1 acte, livret de Hugo von Hofmannsthal
- Collection Accord - Universal

Camille Saint-Saëns
Direction: Lawrence Foster, Friedemann Layer 
Aldo Ciccolini, piano
- Collection Euterp. Accord - Universal

Benjamin Britten
Direction: Steuart Bedford
Cyrille Tricoire, violoncelle
- Collection Euterp. Accord - Universal

Mieczysław Karłowicz Concerto pour violon et orchestre 
Direction: Friedemann Layer 
- Collection Euterp. Accord - Universal

Carl Nielsen
Direction: Yoel Levi 
Silvia Marcovici, violon